# Stella Mendonça
Stella Mendonça (sinh ngày 10 tháng 8 năm 1970) là ca sĩ opera soprano người Mozambique nổi bật với các tiết mục bel canto của mình. Năm 2002, Mendonça đã cùng kết hợp trong việc phỏng lại vở opera Carmen của Georges Bizet cho các khán giả tại châu Phi và sau đó biểu diễn nó ở Mozambique.

## Sự nghiệp
Sinh ra tại Nampula, Mozambique, Mendonça học về thanh nhạc tại Conservatoire national supérieur de musique et de danse de Lyon ở Lyon, Pháp với học bổng toàn phần và sau đó tiếp tục theo học với Dennis Hall, Ernst Haefliger, Magda Olivero. Bà học Lied với Verena Schwermer và Peter Berne. Mendonça ra mắt với vai diễn đầu tay là vai chính trong The Merry Widow của Franz Lehar, mặc dù đa phần các vai diễn đầu đời của bà đều là các bài oratorio như Stabat Mater của Giovanni Battista Pergolesi, Petite messe solennelle của Gioachino Rossini và Requiem của Gabriel Fauré. Các vai diễn sau đó gồm có "Mimi" trong La bohème của Giacomo Puccini và vai "Bess" trong Porgy and Bess của George Gershwin. Năm 2002, bà kết hợp với ca sĩ opera Mark Jackson trong việc điều phối lại Carmen và sau đó sản xuất vở opera và đóng vai chính trong các màn trình diễn ở Maputo và Beira. Đây là buổi biểu diễn đầu tiên của vở opera ở Beira.
Bà thành lập SONÇA quốc tế vào năm 1998 nhằm nâng cao về giáo dục nghệ thuật ở Africa. Cư trú tại Thụy Sĩ từ năm 1993, bà điều hành và dạy tại phòng thu di belcanto, tiếp tục truyền thống kỹ thuật thanh nhạc của Garcia y Lamperti. Đến năm 2010, bà cố gắng chuyển thể quyển tiểu thuyết đoạt giải thưởng của Mia Couto, Sleepwalking Land (Terra Sonâmbula) vào một vở opera bằng cách sử dụng libretto bởi Henning Mankell.